# Списък на световното културно и природно наследство на ЮНЕСКО в Португалия
В списъка на световното културно и природно наследство на ЮНЕСКО са включени обекти, които имат съществено значение за културното и природното наследство на човечеството. Това е записано в Конвенцията за световното културно и природно наследство на ЮНЕСКО от 1972 г. Португалия приема Конвенцията на 30 септември 1980 г., което прави възможно включването на културни и природни обекти от Португалия да бъдат включени в този списък.
Първите обекти са включени в списъка на световното културно и природно наследство на ЮНЕСКО по време на Седмата сесия на Комитета за световно наследство във Флоренция, Италия през 1983 г. Това са Централната част на град Ангра ду Ероижму, Конвентът на Ордена на Христос в Томар, Манастирът в Баталя и Кулата Белен и манастира Жеронимуш Лисабон. В Португалия има 15 обекта включени в списъка на световното културно и природно наследство на ЮНЕСКО, като 14 от тях са културно наследство, а един е природно. Три от обектите се намират на Азорските острови и остров Мадейра, а един от обектите е съвместно с Испания. Последният обект, включен в списъка е Университета в Коимбра през 2013 г. по време на 37-ата сесия на Комитета за световно наследство в Пном Пен, Камбоджа.

## Списък
- Име: име на обекта от Списъка на световното културно и природно наследство на ЮНЕСКО
- Местоположение: град или провинция, където е разположен
- Период: период на построяване и значимост
- ЮНЕСКО данни: идентификационен номер; година на включване в списъка; критерий;[nb 1] площ (в ha)
- Описание: кратко описание на обекта (от ЮНЕСКО)

| “ | Виното се произвежда от земеделски стопани в района на Алто Дуро в продължение на 2000 години. От XVIII век виното е световноизвестно със своето качество. Тази дълга традиция на лозарството създава културен пейзаж с изключителна красота, който отразява нейната технологична, социална и икономическа еволюция. | ” |

| “ | Разположен на един от островите в архипелага на Азорските острови, това е главно пристанище в периода от XV век до появата на параход през XIX век. 400-годишните укрепления Сан Себастияу и Сан Жуау Баптиста са уникални примери за военна архитектура. Те са повредени от земетресението през 1980 г., сега се възстановяват. | ” |

| “ | Първоначално проектиран като паметник, символизиращ „Реконкистата“, манастирът на рицарите тамплиери на Томар (прехвърлен през 1344 г. на рицарите от Христовия орден) символизира отварянето на Португалия за други цивилизации. | ” |

| “ | През XIX век Синтра става първият център на европейската романтична архитектура. Фердинанд ІІ превръща разрушеният манастир в замък, в който са използвани готически, египетски, мавритански и ренесансови елементи, а също така и създава парк, съчетаващ местни и екзотични дървесни видове. Създаденото уникално съчетание от паркове и градини, повлияват върху развитието на ландшафтната архитектура в цяла Европа. | ” |

| “ | Самият обект, обширно укрепен от XVII до XIX век, представлява най-голямата противопожарена система в света. Включва казарми и други военни сгради, както и църкви и манастири. Докато в Елва има останки датиращи от X век, укрепленията са създадени, когато Португалия получава независимостта си през 1640 г. Укрепленията, проектирани от нидерландския йезуит падре Козмандър представляват най-добрия оцелял пример на нидерландската школа за укрепления. Обектът включва и акведукта Аморейра, който е създаден, за да може крепостта да издържи на продължителни обсади. | ” |

| “ | Този град-музей, чието съществуване започва в римско време, достига своят разцвет през XV век, когато става резиденция на португалските крале. Неговата уникалност произлиза от белите къщи, украсени с азулежу и балкони от ковано желязо, датиращи от XVI-XVIII век. Паметниците му са имали огромно влияние върху развитието на португалската архитектура в Бразилия. | ” |

| “ | Историческият център на Гимараес е свързан с появата на португалската национална идентичност през XII век. Изключително добре запазеният и автентичен пример за еволюцията на средновековното селище в модерен град, богатата му типология на сградите илюстрира специфичното развитие на португалската архитектура от XV до XIX век чрез последователно използване на традиционните строителни материали и техники. | ” |

| “ | Град Порто, построен по склоновете с изглед към устието на река Дуеро, представлява изключителен градски пейзаж с 2000-годишна история. Непрекъснатото му развитие, свързано с морето (римляните му дават името Портус или пристанище), може да се види в многобройните и разнообразни паметници – от катедралата с римски хор, до неокласическата фондова борса и църквата Санта Клара в традиционния стил мануалин. | ” |

| “ | Участъкът от 987 дка на вулканичния остров Пико, вторият по големина в архипелага на Азорските острови, се състои от забележителен образец на дълги стени, разположени успоредно на скалистия бряг. Стените са построени, за да предпазят хилядите малки, правоъгълни парцели от вятъра и морската вода. Доказателство за развитието на винопроизводството, чието начало започва през XV век, се проявява в къщите от началото на XIX век, които са превърнати във винарни, църкви и пристанища. Изключително красивият, изкуствено създаден пейзаж на обекта е най-добрата запазена част от някога по-широко разпространената практика. | ” |

| “ | Лавровите гори на остров Мадейра е най-голямата оцеляла площ от лаврови гори и се смята, че 90% от нея представлява първична гора. Тук се срещат много растителни и животински видове, включително и много ендемични видове. | ” |

| “ | Манастирът Света Мария в Алкобаса, северно от Лисабон, е основан през XII в. от крал Алфонсо I. Неговият размер, чистотата на архитектурния му стил, красотата на материалите и грижите, с които е построен, го правят шедьовър на цистерцианското готическо изкуство. | ” |

| “ | Манастирът на баталските доминиканци е построен, за да отбележи победата на португалците над кастилците по време на битката при Алжубарота през 1385 г. Това е основният строителен проект на португалската монархия за следващите два века. Тук еволюира силно оригинален, национален готически стил, дълбоко повлиян от мануалинското изкуство, както е демонстрирано от неговия шедьовър – Кралската обител. | ” |

| “ | Стоящ на входа на пристанището в Лисабон, манастирът „Жеронимуш“, чието изграждане започва през 1502 г., е пример за най-доброто от португалското изкуство. Близко разположената Белемска кула, построена в чест на експедициите на Васко да Гама, напомня за Великите географски открития, които поставят основите на съвременния свят. | ” |

| “ | Праисторическите скални рисунки в долината на реките Коа (Португалия) и Сиега Верде (Испания) се намират на бреговете на реките Агуеда и Коа, притоци на река Дуеро, доказващи човешкото присъствие по тези места още от Палеолита. На стотици места с хиляди животински фигури (5000 по долината на река Коа и около 440 – по Сиега Верде) са рисувани в продължение на няколко хилядолетия, представляващи най-забележителния открит ансамбъл от палеолитно изкуство на Пиренейския полуостров. | ” |

| “ | Разположен на хълм с изглед към града, университетът в Коимбра постоянно се развива в продължение на повече от седем века. Университетските сгради са свидетелство за развитието на други висши учебни заведения в португалскоговорещия свят. | ” |